# Дербянка
Дербя́нка, или Дебря́нка (лат. Bléchnum) — род папоротников семейства Дербянковые (Blechnaceae) порядка Многоножковые (Polypodiales).

## Хозяйственное значение и применение
Корневища дербянки японской индейцы США используют как пищевое в экстремальных ситуациях, индейцы Канады — при диарее. Индейцы США свежие листья едят при болезнях лёгких, желудка, коликах, а чай из листьев считают тонизирующим. Этот вид является зимой кормовым для оленей и лосей.
Листья дербянки колосистой используют при опухолях селезёнки и как ранозаживляющее.

## Роды
Род включает в себя более 140 видов растений.